# Leki przeciwdepresyjne
Leki przeciwdepresyjne, antydepresanty, tymoleptyki, LPD (ATC N 06 A) − niejednolita grupa leków psychotropowych, które są stosowane w leczeniu zaburzeń psychicznych, a zwłaszcza zaburzeń depresyjnych występujących w przebiegu chorób afektywnych (zaburzeń nastroju). Ponadto znajdują one zastosowanie w leczeniu zaburzeń psychicznych takich jak: zaburzenia lękowe, w tym zaburzenia lękowo-depresyjne, zaburzenia obsesyjno-kompulsyjne, fobia społeczna, lęk napadowy, zespół lęku uogólnionego, agorafobia, a także zaburzenia jedzenia, zespół stresu pourazowego, zaburzenia adaptacyjne i bezsenność. Są one także stosowane w leczeniu neurastenii, bólu neuropatycznego i jako leki wspomagające w terapii bólu przewlekłego.

## Rozwój terapii lekami przeciwdepresyjnymi

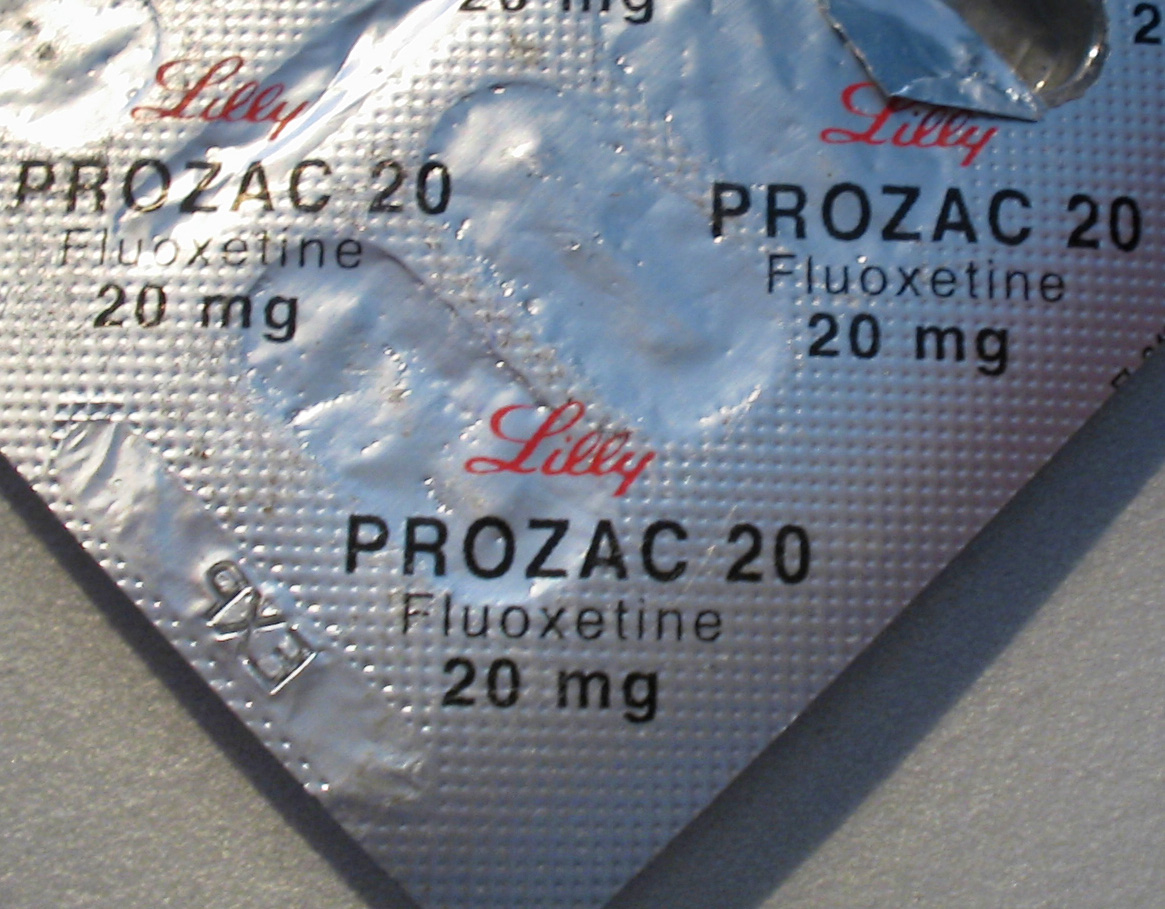
Prozac (preparat fluoksetyny) był jednym z najczęściej stosowanych leków przeciwdepresyjnych

Pierwsze prace, które były poświęcone lekom przeciwdepresyjnym, powstały w latach 50. XX wieku. W 1952 Delay i wsp. odnotowali przeciwdepresyjne działanie iproniazydu (pochodnej izoniazydu wykorzystywanego w leczeniu gruźlicy). Stwierdzono, że wykazuje on działanie hamujące rozkład neuroprzekaźników (współcześnie iproniazyd zaliczany jest do grupy inhibitorów monoaminooksydazy MAO). Następnie, w 1957 roku, w szwajcarskim szpitalu psychiatrycznym Roland Kuhn dokonał przełomowego odkrycia imipraminy, pierwszego z trójcyklicznych leków przeciwdepresyjnych. Wprowadzenie ich do lecznictwa psychiatrycznego otworzyło nowe perspektywy pacjentom cierpiącym z powodu depresji i pozwoliło ograniczyć częstość stosowania zabiegów elektrowstrząsowych. Późniejsze postępy w zakresie farmakoterapii depresji polegały na wprowadzaniu kolejnych leków, o bardziej ukierunkowanych mechanizmach działania, które ograniczały się do hamowania wychwytu zwrotnego określonych monoamin, przy mniejszym lub wybiórczym powinowactwie do receptorów synaptycznych. Pozwoliło to ograniczyć działania niepożądane, jakie obserwowano podczas terapii wcześniej stosowanymi lekami. Przykładami tutaj mogą być fluoksetyna, wprowadzona w 1986, i wenlafaksyna, wprowadzona w 1993. Przyjęło się określać takie leki mianem atypowych antydepresantów lub antydepresantów drugiej generacji. Należy do nich większość obecnie stosowanych leków przeciwdepresyjnych. Aktualnie, leki przeciwdepresyjne należą do najczęściej stosowanych środków farmakologicznych. Dane pochodzące ze Stanów Zjednoczonych wskazują, że w 2013 leki przeciwdepresyjne były najczęściej przepisywanymi przez lekarzy lekami. W wielu krajach zachodnich od lat 90. XX wieku odnotowuje się wzrost ilości osób korzystających z leków przeciwdepresyjnych. Wzrost ten przypisuje się m.in. czynnikom socjoekonomicznym, jak również częstszemu rozpoznawaniu zaburzeń psychicznych, rozszerzeniu wskazań do stosowania owych leków (zwłaszcza o zaburzenia lękowe) i zmniejszaniu się problemu stygmatyzacji osób korzystających z tych leków.

## Podział

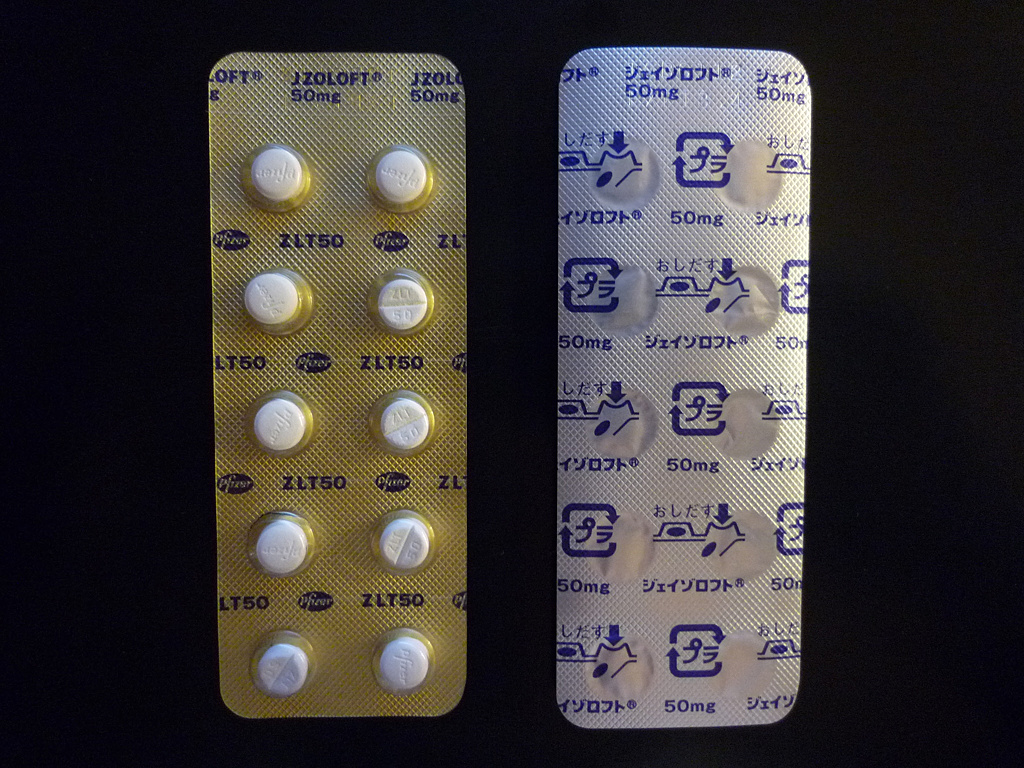
Blister z dziesięcioma tabletkami doustnymi Zoloft zawierającymi po 50 mg sertraliny jako substancji czynnej

Ze względu na mechanizm działania i budowę chemiczną wyróżnia się:
Inhibitory wychwytu zwrotnego neuroprzekaźników
Leki te hamują wychwyt zwrotny neuroprzekaźników (m.in. serotoniny, noradrenaliny, dopaminy lub w mniejszym stopniu innych monoamin) ze szczeliny synaptycznej, zwiększając w niej stężenie tych monoamin.
- Trójcykliczne leki przeciwdepresyjne (TLPD) − nieselektywne inhibitory wychwytu zwrotnego noradrenaliny i serotoniny – np. klomipramina, amitryptylina, imipramina, dezypramina, dibenzepina, doksepina, opipramol, pipofezyna, noksyptylina
- Czterocykliczne leki przeciwdepresyjne – inhibitor wychwytu zwrotnego noradrenaliny – np. maprotylina[10]
- Inhibitory zwrotnego wychwytu serotoniny i noradrenaliny (SNRI) – np. wenlafaksyna, milnacipran, duloksetyna
- Inhibitory wychwytu zwrotnego noradrenaliny (NRI) – np. reboksetyna
- Selektywne inhibitory zwrotnego wychwytu serotoniny (SSRI) − np. fluoksetyna, fluwoksamina, paroksetyna, sertralina, citalopram, escitalopram, dapoksetyna, zimelidyna[11]
- Inhibitory wychwytu zwrotnego noradrenaliny i dopaminy (NDRI) – np. bupropion i amineptyna

Leki o receptorowych mechanizmach działania
- Antagonisty receptora alfa2 – np. mianseryna
- Inhibitory wychwytu serotoniny, blokujące receptor serotoninowy 5HT2 (SARI) – np. trazodon i nefazodon
- Antagonisty receptorów adrenergicznych alfa2, 5HT2, 5HT3 – np. mirtazapina

Inhibitory monoaminooksydazy (IMAO)
- Odwracalny inhibitor monoaminooksydazy typu A (IMAO-A) – np. moklobemid
- Nieodwracalne inhibitor monoaminooksydazy – np. fenelzyna, izokarboksazyd, tranylcypromina, iproniazyd

Leki o innych mechanizmach działania
- Zwiększenie wychwytu zwrotnego serotoniny – np. tianeptyna
- Agonista receptorów melatonergicznych MT1 i MT2 oraz antagonista receptorów 5-HT2C – np. agomelatyna
- Prekursor acetylocholiny – np. deanol[12]
- Inhibitor wychwytu zwrotnego serotoniny i częściowy agonista receptora 5-HT1 – np. wilazodon
- Inhibitor wychwytu zwrotnego serotoniny i modulator receptorów serotoninowych (ang. serotonin modulator and stimulator) – np. wortioksetyna[13]

## Mechanizm działania
Mechanizmy działania leków przeciwdepresyjnych nie są w pełni poznane. Ich działanie wiąże się z korzystnym wpływem na procesy patogenetyczne leżące u podłoża zespołów depresyjnych i lękowych o różnych przyczynach, nie ma jednak wiarygodnych przesłanek, że działanie to dotyczy czynników etiologicznych. Ich bezpośrednie działania, w obrębie różnych systemów neuroprzekaźnikowych, obejmują:
- hamowanie degradacji monoamin (pełniących funkcje neuroprzekaźników)
- hamowanie wychwytu zwrotnego monoamin
- bezpośrednie działanie na określone receptory synaptyczne
- wpływ na przekazywanie sygnałów wewnątrz neuronu.

Szeroko stosowany, przedstawiony powyżej, podział leków przeciwdepresyjnych uwzględnia tylko bezpośredni, pierwszy etap ich wpływu na ośrodkowy układ nerwowy. Natomiast, sprzężenia pomiędzy systemami neuroprzekaźników sprawiają, że ich dalsze, pośrednie skutki działania są znacznie bardziej złożone i trudniejsze do określenia. Niemniej jednak, istnieją dwa modele teoretyczne działania leków przeciwdepresyjnych, które uznaje się za najbardziej trafne:

### Model wpływu na wrażliwość receptorów synaptycznych

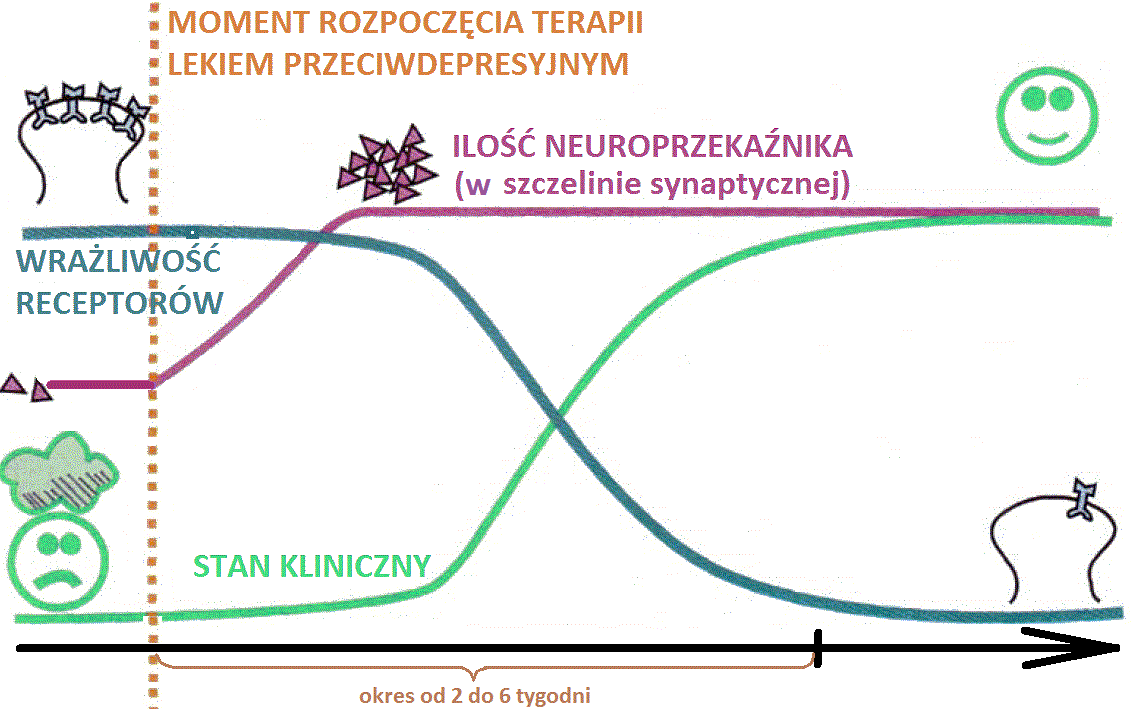
Wpływu leku przeciwdepresyjnego na:
1) ilość neuroprzekaźnika w synapsach (fioletowy),
2) receptory synaptyczne dla neuroprzekaźników (ciemnozielony),
3) stan kliniczny pacjenta (kolor jasnozielony).

Po rozpoczęciu terapii lekiem przeciwdepresyjnym ilość neuroprzekaźnika w połączeniach synaptycznych stosunkowo szybko wzrasta. Wskutek tego, stopniowo dochodzi do obniżenia się progu wrażliwości receptorów synaptycznych, co określa się mianem desensytyzacji receptorów (ang. desensitization). Czasowa zbieżność tego skutku działania leków przeciwdepresyjnych, z obserwowaną po ich zastosowaniu redukcją objawów depresyjnych, pozwala przyjąć, że owe zmiany receptorowe są istotnym elementem mechanizmu ich terapeutycznego działania – innymi słowy, pośredniczą w uzyskiwaniu poprawy klinicznej. Jednocześnie przypuszcza się, że te same zmiany receptorowe skutkują korzystnym wpływem leków przeciwdepresyjnych na objawy lękowe oraz szybkie ustępowanie działań niepożądanych (zwykle, jeżeli są obecne działania niepożądane, to występują w pierwszych dniach stosowania leku, a następnie stopniowo ustępują). Upraszczając implikacje teorii receptorowej, zakłada się, że za występowanie depresji może odpowiadać stan wyczerpania zasobów neuroprzekaźników w połączeniach synaptycznych i towarzyszący mu efekt podwyższonej wrażliwości receptorów synaptycznych (ang. up-regulation). Opisany mechanizm działania leków przeciwdepresyjnych przypisuje się przede wszystkim lekom blokującym wychwyt zwrotny neuroprzekaźników (np. trójcyklicznym lekom przeciwdepresyjnym lub selektywnym inhibitorom wychwytu zwrotnego serotoniny) oraz tym, które hamują działanie monoaminooksydazy (MAO), enzymu odpowiadającego za rozkładanie cząsteczek neuroprzekaźników (np. moklobemid).

### Model wpływu na ekspresję genów
Teoria ta zakłada, że w depresji mają miejsce zaburzenia regulacji ekspresji genów odpowiadających za powstawanie czynników neurotropowych (ang. neurotrophic factors), zwłaszcza neurotroficznego czynnika pochodzenia mózgowego (BDNF), co prowadzi do atrofii, apoptozy kluczowych neuronów okolicy hipokampa. Zakłada się, że ekspresja tych genów uzależniona jest od aktywności neuroprzekaźników. Wdrożenie terapii lekiem przeciwdepresyjnym, poprzez wpływ na aktywność neuroprzekaźników, prowadzi do aktywacji odpowiednich genów i dezaktywacji innych. Pośród wielu zmian w ekspresji genów, jakie wywoływane są działaniem leków przeciwdepresyjnych, stwierdzono, że dochodzi do ekspresji genu kodującego BDNF. Teoria ta jest w znacznym zakresie zbieżna z powyżej wymienioną hipotezą dotyczącą stopnia wrażliwości receptorów, niemniej jednak jest bardziej złożona. Pozwala ona także wyjaśnić zjawisko lekooporności, nierzadko obserwowane w przebiegu zaburzeń depresyjnych.

### Efekt placebo i wzmocniony efekt placebo
Subiektywna ocena następstw stosowania leków przeciwdepresyjnych w pewnym stopniu zależna jest od efektów placebo i nocebo. Z tego powodu każdy lek przeciwdepresyjny poddawany jest badaniom klinicznym, podczas których porównywana jest jego skuteczność z efektami podawania placebo. Spośród badanych substancji wyłącznie te, których efektywność lecznicza jest istotnie wyższa niż placebo rekomendowane są do stosowania w terapii zaburzeń psychicznych. Tym niemniej zarzuca się, że badania kliniczne niezwykle rzadko obejmują grupy przyjmujące tzw. aktywne placebo, a więc placebo niezawierające aktywnego składnika leku z jakim jest porównywane, ale wywołujące podobne skutki uboczne do porównywanego z nimi leku. Z tego powodu, nieliczni autorzy sugerują, że korzyści wynikające ze stosowania leków przeciwdepresyjnych można przypisać głównie efektowi placebo lub wzmocnionemu efektowi placebo, do którego ma dochodzić wskutek zorientowania się przez pacjenta uczestniczącego w badaniu klinicznym do której z porównywanych grupy został on przydzielony (tj. czy podano mu lek czy placebo) np. w oparciu o obserwowane u siebie efekty uboczne. Rzekomym potwierdzeniem powyższej hipotezy mają być metaanalizy ukazujące związek pomiędzy efektem placebo a efektem działania antydepresantów takich jak fluoksetyna, badania nad innymi substancjami mogącymi wpływać na nastrój (dziurawcem zwyczajnym, lekami przeciwpsychotycznymi, stymulantami, lekami ziołowymi), badania porównawcze efektów działania leków przeciwdepresyjnych z placebo niezawierającym leku, ale wywołującym podobne skutki uboczne do antydepresantów (aktywne placebo), czy też sugestie, że zwiększanie dawki paroksetyny i maprotyliny nie wpływa na jakość leczenia. Badania te są jednak uznawane za kontrowersyjne i krytykowane m.in. z powodu niewłaściwego doboru uczestników badań, stosowania jednej miary natężenia depresji, czy też nieuwzględniania specyficznych grup pacjentów. Z tego powodu należy zachować ostrożność przy interpretowaniu efektu działania antydepresantów jako ograniczającego się do efektu placebo lub wzmocnionego efektu placebo. Powszechnie przyjmuje się, że dowody potwierdzające istotnie wyższą skuteczność leczniczą antydepresantami niż placebo, są przeważające.

## Profil działania i możliwe działania niepożądane
Tzw. leki przeciwdepresyjne są niejednolitą grupą substancji o zróżnicowanej budowie chemicznej, mechanizmach działania, cechach wpływu psychotropowego, rodzajach działań niepożądanych, farmakokinetyce i ryzyku interakcji z innymi lekami. Ponadto, reakcje na ten sam lek przeciwdepresyjny mogą być znacząco odmienne u różnych pacjentów (osobnicza zmienność w odpowiedzi na lek). Z tych powodów przewidzenie tego, jakie działania niepożądane wystąpią u poszczególnych pacjentów często jest utrudnione.
Większość działań niepożądanych obserwowanych w trakcie stosowania leków przeciwdepresyjnych ma charakter łagodny i przemijający. Zwykle występują one w ciągu pierwszych dni stosowania leku.
Częstość występowania objawów niepożądanych jest różna w zależności od grupy, do której należy zastosowany lek. Przykładowo, leki z grupy selektywnych inhibitorów wychwytu zwrotnego serotoniny zwykle są lepiej tolerowane, niż trójpierścieniowe leki przeciwdepresyjne. Stąd też, mimo wysokiej skuteczności trójcyklicznych leków przeciwdepresyjnych w eliminowaniu objawów depresyjnych, w praktyce obserwuje się trend odchodzenia od ich częstego stosowania.
Część leków przeciwdepresyjnych ma działanie redukujące niepokój i ułatwiające zasypianie, inaczej określane jako tzw. działanie sedacyjne, co wykorzystywane jest w leczeniu zaburzeń psychicznych, którym towarzyszy nasilony niepokój lub skłonność do bezsenności (np. trazodon). Niemniej jednak, u części pacjentów nadmierna sedacja może stanowić działanie niepożądane. Inne z leków przeciwdepresyjnych mogą działać aktywizująco i niekiedy utrudniać zasypianie. Niektóre leki przeciwdepresyjne mogą wzmagać łaknienie (częste np. w toku leczenia mianseryną, mirtazapiną), inne zaś mogą zmniejszać apetyt. Między innymi z takich powodów, mówi się o określonych profilach działania poszczególnych leków przeciwdepresyjnych. W razie wystąpienia działań niepożądanych właściwym postępowaniem określanym we współpracy z lekarzem może być m.in. korekta dawkowania, tymczasowe wprowadzenie leku redukującego działania niepożądane lub zmiana leku przeciwdepresyjnego.
Brak działania uzależniającego
Leki przeciwdepresyjne nie mają działania uzależniającego.
Przerwanie zażywania niektórych leków przeciwdepresyjnych po dłuższym okresie ich stosowania (szczególnie w wyższych dawkach) może u części pacjentów powodować przejściowe, zwykle trwające nie dłużej niż kilka dni, łagodne objawy odstawienne, na przykład pod postacią ospałości, lekkich bólów głowy lub lekkiego niepokoju, przygnębienia. Ponowne zastosowanie odstawionego leku wiąże się z ustąpieniem owych objawów. Stopniowe, zgodne z zaleceniami odstawianie leków przeciwdepresyjnych pozwala w większości przypadków uniknąć tych objawów.
Przedłużone skutki odstawienne
Należy zastrzec, że istnieje grupa ludzi, których powyższy akapit nie dotyczy. Stopniowe schodzenie z dawki niewiele pomaga i mają poważne problemy z odstawieniem leków oraz z funkcjonowaniem. Objawy odstawienne mają dużo cięższy przebieg i mogą trwać wiele miesięcy. Problem jest rzadko podnoszony w środowiskach naukowych, ale istnieją już pojedyncze szczegółowe analizy przypadków. Jednak świadomość problemu wśród lekarzy jest bardzo niska, nie istnieją żadne oficjalne protokoły pomocy. Co więcej, pacjent nie jest informowany o takim ryzyku. Pacjenci dotknięci tym problemem są zmuszeni do tworzenia forów samopomocy np. survivingantidepressants.org. Polecana jest tam m.in. metoda redukcji 10% ostatniej dawki co miesiąc (dla porównania lekarze najczęściej zalecają tempo znacznie szybsze – 25-50% dawki podstawowej na tydzień – które sprawdza się u większości pacjentów).
Dysfunkcje seksualne
Część leków przeciwdepresyjnych może niekorzystnie wpływać na funkcjonowanie seksualne. Często dotyczy to SSRI (zespół PSSD), w trakcie stosowania których popęd seksualny może być zmniejszony, może wystąpić niemożność osiągnięcia orgazmu lub zaburzenia erekcji. Szacunkową częstość występowania dysfunkcji seksualnych ocenia się w przypadku SSRI na 57-73%, mirtazapiny 24%, nefazodonu 8%, amineptyny 7%, moklobemidu 4%. Inne badanie wykazało przeciwny tj. terapeutyczny wpływ moklobemidu na dysfunkcje seksualne. Dysfunkcjom seksualnym związanym ze stosowaniem SSRI można także przeciwdziałać, łącząc je z buspironem, mianseryną, bupropionem, cyproheptadyną, amantadyną, johimbiną.
Obniżenie progu drgawkowego
U osób chorujących na padaczkę część leków przeciwdepresyjnych może obniżać próg drgawkowy, przyczyniając się do wystąpienia napadów padaczkowych. W takiej sytuacji istotne jest dobranie takiego leku przeciwdepresyjnego, który nie podnosi ryzyka wystąpienia napadów drgawek. Przyjmuje się, że w takiej sytuacji najbezpieczniejsze jest stosowanie SSRI. Spośród leków przeciwdepresyjnych najwyższe ryzyko wywołania napadów padaczkowych powodują bupropion oraz maprotylina – ich stosowanie u pacjentów z padaczką nie jest zalecane. Lekami obniżającymi próg drgawkowy w umiarkowanym stopniu – a więc również podnoszącymi ryzyko wystąpienia napadów drgawkowych – są wenlafaksyna i mianseryna. W niewielkim stopniu próg drgawkowy obniżają mirtazapina i reboksetyna.
Odwrócenie faz w chorobie afektywnej dwubiegunowej
U osób cierpiących na chorobę afektywną dwubiegunową zastosowanie leku przeciwdepresyjnego bez jednoczesnego stosowania leku normotymicznego może wywołać tak zwane odwrócenie faz (to znaczy przejście z fazy depresji do fazy manii) lub wywołać manię w okresie remisji. Z tego względu standardy leczenia choroby afektywnej dwubiegunowej zalecają stosowanie leków przeciwdepresyjnych wyłącznie w połączeniu z lekami normotymicznymi, pozwalającymi zapobiec temu działaniu. Przyjmuje się, że ryzyko wywołania manii u pacjentów z chorobą afektywną dwubiegunową bez jednoczesnego stosowania leku normotymicznego jest mniejsze przy stosowaniu antydepresantów z grupy SSRI, natomiast jest ono wyższe w przypadku leków działających na dwa lub więcej systemy neuroprzekaźników (na przykład trójcyklicznych leków przeciwdepresyjnych). W niektórych przypadkach ryzyko to może wynosić do 20-40%.
Zespół antycholinoergiczny
Niektóre leki przeciwdepresyjne mogą blokować receptory muskarynowe, wywierając w ten sposób działanie antycholinoergiczne (cholinolityczne). Właściwości takie mają przede wszystkim trójcykliczne leki przeciwdepresyjne (amitryptylina, klomipramina), zaś w istotnie mniejszym stopniu dotyczy to innych leków przeciwdepresyjnych, jak maprotylina, paroksetyna, trazodon, mianseryna i mirtazapina. Efekt ten jest zależny od dawki leku. Możliwe działania niepożądane, które wiążą się z blokowaniem receptorów muskarynowych, to: wysychanie błon śluzowych, suchość skóry, zaburzenia akomodacji oczu (niewyraźne widzenie), utrudnione oddawanie moczu, niepokój, zaburzenia snu, obniżenie koncentracji uwagi, pamięci, przyśpieszenie rytmu serca (tachykardia), zaparcia. Ze względu na działanie cholinolityczne owych leków, przed ich zastosowaniem konieczna jest staranna kwalifikacja pacjentów przeprowadzana przez lekarza. W toku kwalifikacji należy uwzględnić szereg przeciwwskazań do stosowania leków o działaniu cholinolitycznym. Najważniejsze z nich, dotyczące zwłaszcza trójpierścieniowych antydepresantów, to: jaskra (szczególnie z zamkniętym kątem przesączania), zaostrzenie niewydolności krążenia, zaburzenia rytmu serca, zaburzenia oddawania moczu (w tym łagodny rozrost gruczołu krokowego), nasilone zaburzenia otępienne (szczególnie z zaburzeniami świadomości), stosowanie innych preparatów cholinolitycznych, nasilona nadczynność tarczycy.
Kardiotoksyczność
Przyjmuje się, że trójcykliczne leki przeciwdepresyjne są przeciwwskazane u osób obciążonych chorobami serca, ze względu na ich możliwe działanie kardiotoksyczne.
Hepatotoksyczność
Niektóre leki przeciwdepresyjne u niewielkiej części pacjentów mogą powodować uszkodzenie wątroby. Stąd, przy stosowaniu niektórych z tych leków zaleca się monitorowanie poziomu enzymów wątrobowych we krwi żylnej (aminotransferazy asparaginianowej i aminotransferazy alaninowej). W przypadku chorób wątroby szczególnej uwagi i kontrolnych badań ALAT wymaga zastosowanie agomelatyny.
Ryzyko samobójcze
Leki z tej grupy znajdują zastosowanie nie tylko w leczeniu zaburzeń depresyjnych, lecz także w zaburzeniach lękowo-depresyjnych, zaburzeniach obsesyjno-kompulsyjnych, zespole lęku uogólnionego, agorafobii, fobii społecznej, zaburzeniach adaptacyjnych, zaburzeniach stresu pourazowego, zaburzeniach jedzenia i innych. Korzystny wpływ tych leków na nastrój pacjentów (i część innych aspektów funkcjonowania) zwykle ujawnia się po upływie 10-28 dni ich systematycznego stosowania. Natomiast nieco wcześniej dochodzi zwykle do poprawy w zakresie napędu psychomotorycznego, co subiektywnie wyraża się w poczuciu dysponowania większym zasobem energii czy też większymi chęciami do podejmowania aktywności. Jednocześnie działania niepożądane, jeżeli wystąpią, to zwykle są obserwowane w ciągu pierwszych kilku dni od rozpoczęcia terapii. Najczęściej mają one łagodny charakter (np. przemijająca utrata łaknienia, nudności, biegunka, bóle głowy), jednakże u niewielkiej części pacjentów dochodzi do nasilenia niepokoju, pobudzenia lub akatyzji. Wymienione sytuacje wzmożenia napędu lub pobudzenia, które poprzedzają poprawę w zakresie nastroju, mogą przejściowo nasilać myśli lub tendencje samobójcze (ulotki informacyjne znajdujące się w opakowaniach z lekami przeciwdepresyjnymi zwykle zawierają skróconą informację na ten temat). W takich przypadkach kontakt z lekarzem i odpowiednie zmodyfikowanie leczenia zwykle pozwalają na usunięcie lub zredukowanie działań niepożądanych. Ryzyko opisanych komplikacji uwydatnia znaczenie odpowiedniej współpracy pacjent-lekarz w zakresie stosowanej farmakoterapii – szczególnie u pacjentów, u których wyjściowo obecne są myśli samobójcze.
Przeważająca część badań wskazuje, że stosowanie leków przeciwdepresyjnych, zwłaszcza z grupy SSRI, w leczeniu depresji jednobiegunowej prowadzi do redukcji myśli samobójczych oraz zachowań samobójczych. Przyjmuje się, że efekt ten uzyskiwany jest za pośrednictwem ich korzystnego wpływu na objawy depresji jednobiegunowej. Niemniej jednak, badania nad bezpieczeństwem stosowania leków przeciwdepresyjnych wciąż są prowadzone, przy czym wyniki części z nich wzbudzają kontrowersje.
Zespół serotoninowy
Zespół serotoninowy stanowi rzadkie, zagrażające życiu powikłanie wynikające przede wszystkim z łącznego przyjmowania podnoszących poziom serotoniny leków przeciwdepresyjnych z innymi substancjami, które nasilają ich działanie. Inną jego przyczyną może być stosowanie w nieodpowiednich dawkach dwóch lub więcej leków przeciwdepresyjnych łącznie.
| Grupy                              | Niektóre substancje mogące wywołać zespół serotonionowy |
| ---------------------------------- | --- |
| Leki przeciwdepresyjne             | MAOI (w tym moklobemid), trójcykliczne leki przeciwdepresyjne, SNRI, SSRI, bupropion, trazodon, mirtazapina, mianseryna                                                       |
| Opioidy                            | tramadol, petydyna, fentanyl, buprenorfina, oksykodon, hydrokodon |
| Stymulanty                         | 3,4-metylenodioksymetamfetamina (MDMA, ekstazy, XTC), 3,4-metylenodioksyamfetamina (MDA, tenamfetamina), amfetamina i jej pochodne, metamfetamina, sibutramina, metylofenidat |
| Agonisty receptorów serotoninowych | tryptany (np. sumatryptan) |
| Psychodeliki                       | 5-MeO-DIPT (pochodna tryptaminy), dietyloamid kwasu d-lizergowego (LSD, LSD-25)                                                                                               |
| Preparaty roślinne                 | ziele dziurawca, poganek rutowaty, wszechlek, muszkatołowiec korzenny, johimbina                                                                                              |
| Inne                               | tryptofan, lewodopa, walproiniany, buspiron, lit, linezolid, dekstrometorfan, 5-hydroksytryptofan, rysperydon, ondansetron, metoklopramid                                     |

Objawy zespołu serotoninowego mogą pojawiać się w przeciągu kilku godzin. Zwykle obejmują: pobudzenie, drżenia, klonusy, gorączkę, wzmożoną potliwość, hiperrefleksję, sztywność mięśni, tachykardię, zaburzenia świadomości, biegunkę, nudności i wymioty.
Zespół serotoninowy wymaga intensywnego leczenia w warunkach szpitalnych. Postępowanie lecznicze obejmuje zwykle: natychmiastowe odstawienie leków mogących wywołać zespół (do poprawy stanu klinicznego zazwyczaj dochodzi w ciągu 24 godzin), monitorowanie podstawowych funkcji życiowych, ewentualną tlenoterapię i zastosowanie wentylacji mechanicznej w przypadku niewydolności oddechowej, podawanie leków przeciwgorączkowych i zmniejszających napięcie mięśniowe, nawadnianie (wlewy kroplowe) i obniżanie temperatury ciała, stabilizację ciśnienia tętniczego.
Zatrucia
Nadużycie każdego z leków przeciwdepresyjnych wiąże się z ryzykiem poważnego zatrucia, potencjalnie zagrażającego życiu i wymaga niezwłocznego wezwania pomocy medycznej. Ryzyko to jest uzależnione od wielu czynników, m.in. rodzaju leku i jego dawki, wydolności organizmu i współistniejących schorzeń oraz jednoczesnego przyjęcia innych substancji. Intencjonalne nadużycia leków przeciwdepresyjnych mające charakter prób samobójczych są stosunkowo częste, co wiąże się ze specyfiką zaburzeń, w leczeniu których są one wykorzystywane. Za leki, których nadużycie jest szczególnie niebezpieczne i wiąże się z wysokim ryzykiem śmiertelnego zatrucia, uznaje się trójcykliczne leki przeciwdepresyjne. Ich nadużycie może prowadzić do rozszerzenia źrenic, gorączki, spadku ciśnienia tętniczego, drgawek, niedrożności jelit, zatrzymania moczu, zaburzeń świadomości, śpiączki, tachykardii i zagrażających życiu zaburzeń rytmu serca, częstoskurczu z szerokimi zespołami QRS i śmierci. Za ich toksyczne wpływ na mięsień sercowy odpowiadaj głównie ich właściwości cholinolityczne i blokowanie kanałów sodowych. Większość zagrażających życiu objawów pojawia się w ciągu pierwszych 6 godzin od spożycia leku. Za nieco mniej groźne, jednak również mogące prowadzić do śmiertelnych zaburzeń rytmu serca, uznaje się zatrucia wenlafaksyną. Niższe ryzyko śmiertelnego zatrucia przypisuje się selektywnym inhibitorom wychwytu zwrotnego serotoniny oraz niektórym lekom, w tym trazodonowi i tianeptynie.

## Okres ciąży i karmienia piersią
Ciąża
Preferowaną metodą leczenia zaburzeń depresyjnych lub lękowych w trakcie ciąży jest psychoterapia. W przypadków depresji o ciężkim przebiegu leczeniem z wyboru mogą być także zabiegi elektrowstrząsowe. Leczenie przy pomocy leków przeciwdepresyjnych wymaga systematycznej współpracy z lekarzem psychiatrą. Ich zastosowanie pociąga za sobą konieczność przeanalizowania oczekiwanych korzyści i ryzyka dla matki oraz płodu. Zasób badań dotyczących bezpieczeństwa leczenia antydepresantami u kobiet w ciąży jest niewielki. Pośród różnych dostępnych leków przeciwdepresyjnych, przyjmuje się, że najmniejsze ryzyko wiąże się ze stosowaniem SSRI z wyjątkiem paroksetyny, która podnosi ryzyko wystąpienia wad serca. Niektóre z leków przeciwdepresyjnych mogą być przyczyną niskiej masy urodzeniowej noworodka. Stosowanie niektórych z nich w czasie ciąży może także prowadzić u noworodka do przetrwałego nadciśnienia płucnego. W przypadku stosowania leków przeciwdepresyjnych przez kobietę w ciąży w okresie poprzedzającym poród, możliwe jest wystąpienie przejściowych objawów odstawiennych u noworodka, rozdrażnienia. Według klasyfikacji amerykańskiej Agencji Żywności i Leków większość leków przeciwdepresyjnych zaliczana jest do grupy "C" (leki, których szkodliwy wpływ na rozwój płodu nie został wykluczony). Tylko nieliczne leki przeciwdepresyjne zakwalifikowano do grupy "B" (leki, w przypadku których nie ma dowodów szkodliwego działania na rozwój płodu): maprotylina, bupropion, mianseryna.
Karmienie piersią
Leki przeciwdepresyjne przyjmowane przez matkę w okresie karmienia piersią przenikają do mleka matki. Ich poziom w mleku matki zwykle jest znacznie mniejszy niż we jej krwi. Ich zastosowanie wymaga rozważenia przy udziale lekarza psychiatry bilansu możliwych korzyści i ryzyka wystąpienia działań niepożądanych u karmionego piersią dziecka. Za stosunkowo bezpieczne w tej sytuacji uznaje się leki przeciwdepresyjne z grupy selektywnych inhibitorów wychwytu zwrotnego serotoniny z wyjątkiem paroksetyny oraz grupy trójpierścieniowych leków przeciwdepresyjnych z wyjątkiem doksepiny. Do leków przeciwdepresyjnych preferowanych podczas karmienia piersią należą citalopram, escitalopram. Przyjmuje się, że jeżeli matka stosowała dany lek w czasie ciąży, to nie należy go odstawiać, ani zmieniać. Zwykle zaleca się, aby podczas karmienia piersią lek był podawany w minimalnej skutecznej dawce, w miarę możliwości raz na dobę, po nakarmieniu dziecka. Zaleca się także monitorowanie zachowania i stanu zdrowia dziecka pod kątem ewentualnych objawów ubocznych.

## Skuteczność działania i sposób stosowania
Szacuje się, że po zastosowaniu leku przeciwdepresyjnego istotną poprawę uzyskuje około 50-70% pacjentów leczonych z powodu depresji. U blisko połowy z pozostałych, zmiana leku również przynosi poprawę. Leki te charakteryzuje terapeutyczny wpływ m.in. na objawy zespołu depresyjnego. Znaczna część leków przeciwdepresyjnych wykazuje również terapeutyczny wpływ na różnego rodzaju objawy lękowe.
Wspólną cechą leków przeciwdepresyjnych jest pojawianie się terapeutycznych efektów ich działania (takich jak poprawa nastroju, przywrócenie pacjentowi zdolności odczuwania satysfakcji i chęci do podejmowania aktywności) zwykle po upływie od 10 do 28 dni ich systematycznego przyjmowania w dawkach zgodnych z zaleceniami lekarza. W konsekwencji, przedwczesne odstawienie leków przeciwdepresyjnych bez porozumienia z lekarzem uniemożliwia pacjentom odniesienie korzyści z podjętego leczenia. Dla przykładu, zgodnie ze standardami psychofarmakoterapii, ocena skuteczności leku przeciwdepresyjnego w przypadku leczenia depresji w chorobie afektywnej jednobiegunowej możliwa jest dopiero po upływie 4-6 tygodni przyjmowania danego leku.
Kolejną istotną właściwością leków przeciwdepresyjnych jest działanie polegające na zapobieganiu powtórnemu wystąpieniu dolegliwości (zapobieganie nawrotom zaburzeń depresyjnych). Stąd, przedwczesne odstawienie leków przeciwdepresyjnych bez porozumienia z lekarzem, wkrótce po uzyskaniu poprawy, jest częstą przyczyną nawrotów dolegliwości. Pacjenci, u których wystąpił epizod depresji, obarczeni są 50–85% ryzykiem nawrotu. Natomiast pacjenci, którzy przebyli dwa epizody depresji, obarczeni są 80–90% ryzykiem nawrotu. Kontynuacja stosowania leku przeciwdepresyjnego u owych pacjentów pozwala na zmniejszenie liczby nawrotów depresji o 2/3. W przypadku pacjentów, którzy przeszli jeden epizod depresji, zaleca się kontynuację leczenia farmakologicznego przez okres 6 miesięcy. W przypadku pacjentów, którzy przeszli dwa lub więcej epizody depresji w niedalekiej przeszłości (w ciągu ostatnich kilku lat) i u których w ich trakcie doszło do znacznego upośledzenia funkcjonowania, zwykle zaleca się kontynuowanie stosowania leków przeciwdepresyjnych przez okres 2 lat. W przypadku pacjentów, którzy przeszli wiele epizodów depresji, może być wskazane długoletnie stosowanie leków przeciwdepresyjnych. Ustalany, przy udziale lekarza specjalisty, plan leczenia, którego celem jest zapobieżenie nawrotom depresji, powinien w każdym przypadku uwzględniać współistniejące stany chorobowe, wiek pacjenta i szerokie spektrum czynników rzutujących przebieg depresji. W przypadku złej tolerancji stosowanego w profilaktyce leku przeciwdepresyjnego, konieczne może być zastosowanie innego leku z tej grupy, co zwykle pozwala złagodzić lub usunąć działania niepożądane.

## Czynniki wyboru leku
Podczas wyboru leku przeciwdepresyjnego przeprowadzanego przez lekarza przy współpracy z pacjentem, dla optymalnej skuteczności terapii i jej bezpieczeństwa, zasadne jest uwzględnienie szeregu czynników, między innymi:
- obrazu klinicznego zespołu depresyjnego, nasilenia objawów depresyjnych, intensywności zaburzeń myślenia typowych dla depresji, niepokoju, zahamowania psychomotorycznego, występowania objawów psychotycznych, obsesji, natręctw oraz obecności innych mniej typowych objawów
- rodzaju zaburzeń afektywnych, dotychczasowego przebiegu choroby, długości epizodów depresyjnych, ryzyka zmiany fazy z depresyjnej w maniakalną
- współistnienia innych zaburzeń psychicznych
- wieku, stanu zdrowia somatycznego, czynności układu nerwowego
- przebiegu wcześniejszych terapii, w których stosowano leki przeciwdepresyjne, z uwzględnieniem skuteczności poszczególnych leków, działań niepożądanych, powikłań, ewentualnej lekooporności
- potrzeby stosowania innych leków związanych z innymi schorzeniami somatycznymi i neurologicznymi, minimalizacja ryzyka niekorzystnych interakcji lekowych
- kontekstualizacji terapii lekiem przeciwdepresyjnym w całościowym planie leczenia i profilaktyki zaburzeń psychicznych.

## Jednoczesne stosowanie z innymi preparatami

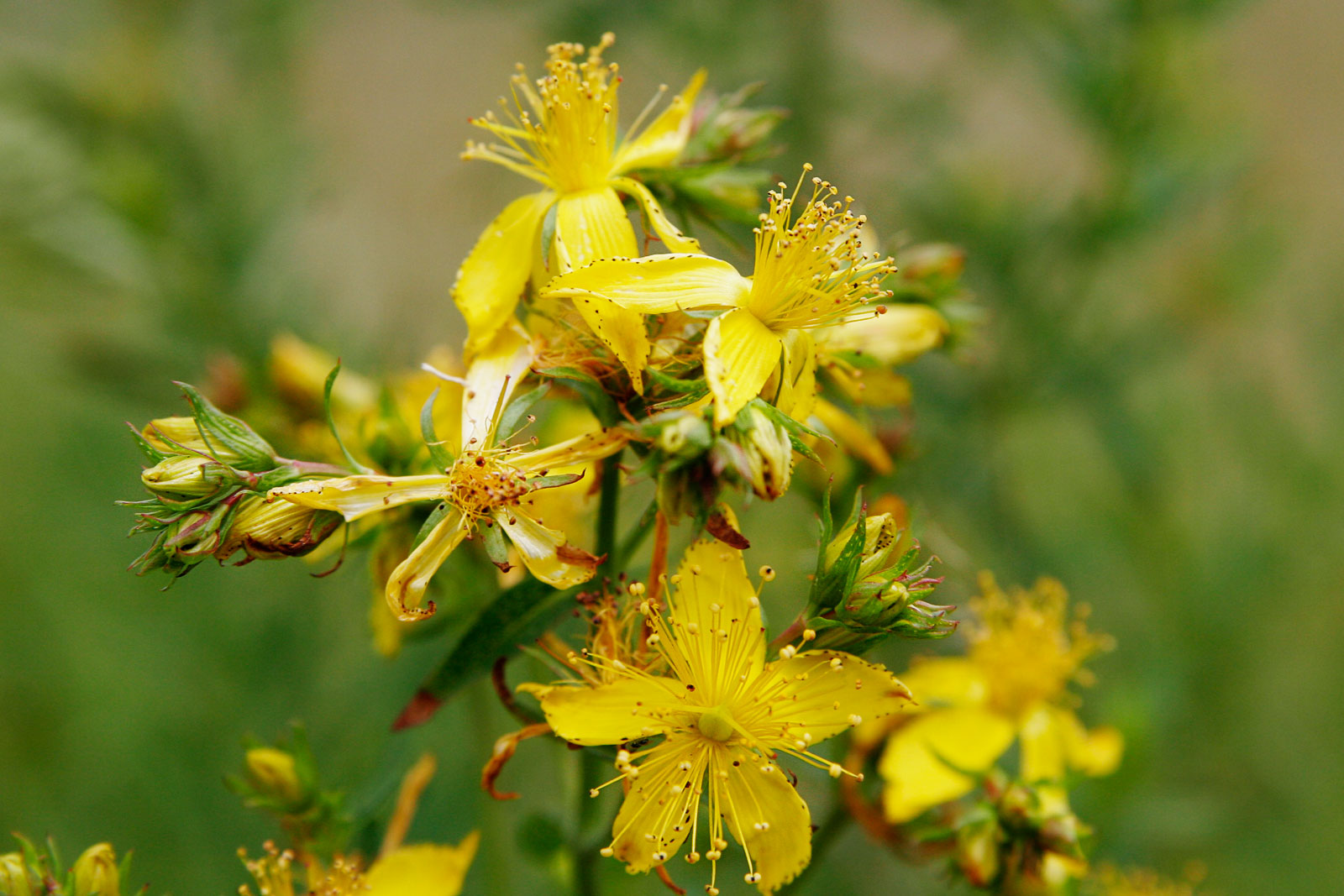
Ziele dziurawca, zawierające substancje wchodzące w niebezpieczne interakcje z wieloma lekami przeciwdepresyjnymi

W przypadku wielu rodzajów zaburzeń psychicznych praktykuje się łączenie terapii lekami przeciwdepresyjnymi ze stosowaniem innych leków. Niemniej jednak, ze względu na konieczność rzetelnego określenia wskazań medycznych, możliwość wystąpienia interakcji lekowych i działań niepożądanych, leczenie tego rodzaju – czyli polipragmazję w zaburzeniach psychicznych – prowadzą głównie lekarze specjaliści psychiatrii. Przykładami leków często przepisywanych łącznie z lekami przeciwdepresyjnymi są:
- leki normotymiczne – np. walproiniany, węglan litu, karbamazepina, lamotrygina
- neuroleptyki klasyczne – np. lewomepromazyna, sulpiryd, chloroprotyksen, flupentyksol
- neuroleptyki atypowe (nowszych generacji) np. amisulpryd, olanzapina, kwetiapina, arypiprazol
- leki uspokajające i nasenne
- związki magnezu[49][50][51].

Należy zwrócić uwagę, że stosowanie wraz z lekami przeciwdepresyjnymi preparatów ziołowych, które zawierają ziele dziurawca, może prowadzić do poważnych, zagrażających życiu interakcji – wystąpienia zespołu serotoninowego. Przyczyną tego są obecne w dziurawcu, silnie działające substancje, które podobnie jak leki przeciwdepresyjne hamują wychwyt zwrotny monoamin oraz ich degradację.